# Li Xuerui
Li Xuerui (李雪芮S, Lǐ XuěruìP; Chongqing, 24 gennaio 1991) è una giocatrice di badminton cinese, vincitrice della medaglia d'oro nel singolo ai Giochi olimpici di Londra 2012.

## Palmarès
- Giochi olimpici

Londra 2012: oro nel singolo.
- Campionati asiatici di badminton

Wuhan 2012: oro nel singolo.